# Greåker Idrettsforening
Il Greåker Idrettsforening è una società calcistica norvegese con sede nella città di Greåker. Milita nella 5. divisjon, sesto livello del campionato norvegese.

## Storia
Il club fu fondato il 6 aprile 1919. Militò nella massima divisione norvegese dal campionato 1958-1959 a quello del 1961-1962. Successivamente, giocò nelle divisioni inferiori del calcio norvegese.

## Giocatori

### Il Greåker e le Nazionali di calcio
Lista dei calciatori che hanno giocato per la Nazionale norvegese mentre militavano nelle file del Greåker.
- Erik Engsmyr
- Bjørn Spydevold

## Palmarès

### Altri piazzamenti
- Coppa di Norvegia:

Semifinalista: 1959